# Đường Ngọc Hồi, Hà Nội
Đường Ngọc Hồi là tuyến đường quan trọng phía đông nam của thủ đô Hà Nội, chạy qua quận Hoàng Mai và huyện Thanh Trì.

## Đặc điểm
Đường Ngọc Hồi chính là một đoạn của tuyến Quốc lộ 1 cũ, bắt đầu từ điểm cuối đường Giải Phóng (ngã tư Hoàng Liệt, gần bến xe Nước Ngầm), đi qua thị trấn Văn Điển cho đến điểm cuối tại ngã 3 giao cắt điểm đầu đường Phương Dung tại cầu Ngọc Hồi. Đoạn đầu đường thuộc phường Hoàng Liệt quận Hoàng Mai, đoạn phía sau thuộc huyện Thanh Trì, Hà Nội. Đường Ngọc Hồi dài 4,7km, rộng 36m và được đặt tên vào tháng 8/2005.
Tuyến đường Ngọc Hồi đang được mở rộng từ 20 m lên 46 m sau nhiều năm chậm trễ. Hiện tại, mặt đường vẫn chưa đồng bộ, có những đoạn rộng và những đoạn hẹp, tạo ra tới 7 nút thắt cổ chai trên chiều dài hơn 2km. Đặc biệt, hệ thống cột điện và dây điện tại đây đang gây ra nhiều nguy hiểm. Rất nhiều cột điện không được kèm dải phân cách, án ngữ giữa đường, trong khi dây điện thì chằng chịt, có chỗ còn treo lơ lửng trên đầu, tiềm ẩn nguy cơ mất an toàn giao thông cho người đi đường. Việc khắc phục những bất cập này là hết sức cần thiết để đảm bảo an toàn và thông suốt cho tuyến đường sau khi hoàn thành mở rộng. 

## Lộ trình chi tiết
| Giao lộ | Tuyến đường kết nối                                            | Vị trí                                                       | Vị trí                                                       | Vị trí                                                       | Ghi chú                                                      |
| Kết nối trực tiếp với đường Giải Phóng tại ngã tư Hoàng Liệt                                               | Kết nối trực tiếp với đường Giải Phóng tại ngã tư Hoàng Liệt   | Kết nối trực tiếp với đường Giải Phóng tại ngã tư Hoàng Liệt | Kết nối trực tiếp với đường Giải Phóng tại ngã tư Hoàng Liệt | Kết nối trực tiếp với đường Giải Phóng tại ngã tư Hoàng Liệt | Kết nối trực tiếp với đường Giải Phóng tại ngã tư Hoàng Liệt |
| --- | -------------------------------------------------------------- | ------------------------------------------------------------ | ------------------------------------------------------------ | ------------------------------------------------------------ | ------------------------------------------------------------ |
| Ngã tư Hoàng Liệt                                                                                          | Đường vành đai 3 Đường Giải Phóng Đường Đỗ Mười Phố Hoàng Liệt | Hà Nội                                                       | Hoàng Mai                                                    | Hoàng Liệt                                                   |                                                              |
| Ngã tư Hoàng Liệt                                                                                          | Phố Linh Đường                                                 | Hà Nội                                                       | Hoàng Mai                                                    | Hoàng Liệt                                                   | Hướng đi đường Phương Dung                                   |
| - | Phố Đống Kỳ                                                    | Hà Nội                                                       | Hoàng Mai                                                    | Hoàng Liệt                                                   | Hướng đi đường Phương Dung                                   |
| - | Đường Tựu Liệt                                                 | Hà Nội                                                       | Thanh Trì                                                    | Văn Điển                                                     |                                                              |
| - | Đường Nguyễn Bồ                                                | Hà Nội                                                       | Thanh Trì                                                    | Văn Điển                                                     | Hướng đi đường Giải Phóng                                    |
| - | Đường Tứ Hiệp                                                  | Hà Nội                                                       | Thanh Trì                                                    | Văn Điển                                                     | Hướng đi đường Phương Dung                                   |
| - | Đường Nguyễn Bặc                                               | Hà Nội                                                       | Thanh Trì                                                    | Văn Điển                                                     | Hướng đi đường Giải Phóng                                    |
| - | Đường Phan Trọng Tuệ (đường 70)                                | Hà Nội                                                       | Thanh Trì                                                    | Văn Điển                                                     | Hướng đi đường Giải Phóng                                    |
| - | Đường Cổ Điển                                                  | Hà Nội                                                       | Thanh Trì                                                    | Văn Điển                                                     | Hướng đi đường Giải Phóng                                    |
| - | Đường Vĩnh Quỳnh                                               | Hà Nội                                                       | Thanh Trì                                                    | Vĩnh Quỳnh                                                   | Hướng đi đường Giải Phóng                                    |
| - | Đường Quang Lai                                                | Hà Nội                                                       | Thanh Trì                                                    | Ngũ Hiệp                                                     |                                                              |
| - | Đường Lưu Phái                                                 | Hà Nội                                                       | Thanh Trì                                                    | Ngũ Hiệp                                                     | Hướng đi đường Giải Phóng                                    |
| Ngã ba Ngọc Hồi                                                                                            | Đường Ngũ Hiệp                                                 | Hà Nội                                                       | Thanh Trì                                                    | Ngũ Hiệp                                                     | Hướng đi đường Phương Dung                                   |
| Kết nối trực tiếp với đường Phương Dung tại ngã ba giao cắt ở cầu Ngọc Hồi và Di tích chiến thắng Ngọc Hồi |                                                                |                                                              |                                                              |                                                              |                                                              |

## Các tuyến xe buýt chạy qua
Danh sách này không đầy đủ, bạn cũng có thể giúp mở rộng danh sách.
Tuyến 62: BX Yên Nghĩa - BX Thường Tín
Tuyến 08A: Long Biên - Đông Mỹ
Tuyến 08ACT: Long Biên - Đông Mỹ
Tuyến 12: Công viên Nghĩa Đô - Khánh Hà (Thường Tín)
Tuyến 101A: BX Giáp Bát - Vân Đình
Tuyến 101B: BX Giáp Bát - Đại Cường (Ứng Hoà)
Tuyến 06A: BX Giáp Bát - Cầu Giẽ
Tuyến 06B: BX Giáp Bát - Hồng Vân (Thường Tín)
Tuyến 06C: BX Giáp Bát - Phú Minh (Phú Xuyên)
Tuyến 06D: BX Giáp Bát - Tân Dân
Tuyến 06E: BX Giáp Bát - Phú Túc
Tuyến 94: BX Giáp Bát - Kim Bài
Tuyến 39: Công Viên Nghĩa Đô - Tứ Hiệp (Bệnh viện Nội tiết Trung ương cơ sở 2)
Tuyến E06: BX Giáp Bát - KĐT Smart City
Tuyến 99: Kim Mã - Ngũ Hiệp
Tuyến 16: BX Mỹ Đình - BX Nước Ngầm
Tuyến 04: Long Biên - Bệnh viện Nội tiết Trung ương cơ sở 2
Tuyến 03B: BX Nước Ngầm - Giang Biên (Long Biên)

## Địa điểm
- Bến xe Nước Ngầm

- Chùa Tứ Kỳ

- Đội CSGT số 14

- Trụ sở Công an Phường Hoàng Liệt

- Cầu Văn Điển

- Ga Văn Điển

- Trường Cán bộ quản lý Nông nghiệp và Phát triển nông thôn I